# 丁世祥
丁世祥（1925年—2006年3月28日），曾化名曾然、陈琪，男，浙江玉环人，中华人民共和国政治人物。

## 生平

### 中华民国

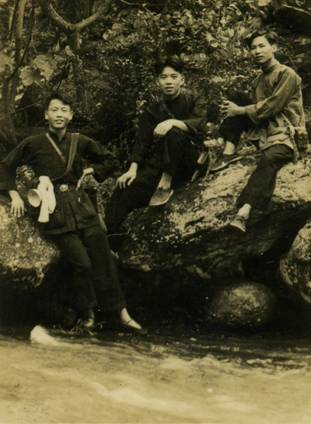
1947年的中共玉环区委成员，左起分别是林存邦、丁世祥、林建勋

1940年，丁世祥在里黄小学任教。同年抵达龙泉，经中共地下党员郭世桢引荐，由唐巽泽派去龙泉日报社担任校对编辑。期间，由郭世桢、杨文介绍加入中华民族解放先锋队，参加中共地下工作。1941年至1942年，担任浙江食盐运输办事处押运。1943年，担任乐清长林盐场雇员，同年改任楚门北监盐场雇员。1944年8月，丁世祥加入中国共产党。抗日战争时期，日军在坎门建立“玉环县自治会”，控制玉环县城、楚门等地；1944年11月中共乐清县委任命丁世祥为楚门特派员，负责筹建被日军破坏的玉环党组织。
1945年1月，中共楚门中心支部成立，由丁世祥、谢劳和钱启敏三人组成，丁世祥任书记。同年3月，楚门中心支部改称楚门工作团。5月工作团撤销，丁世祥改任玉环地区特派员，仍受中共乐清县委领导。8月，重建玉城党支部，配合永乐人民抗日自卫游击总队海上大队创建以大青岛为中心的游击根据地。同年10月，为协调海上大队和玉环地区的中共地下工作，中共瓯北中心县委在大青岛成立中共海山工作委员会，由海上大队郑梅欣任书记，玉环地区特派员丁世祥、海上大队一中队中队长仇雪清为委员。1946年3月，中共玉环地区党组织划归江北党务指导委员会，同年5月再次改为乐清中心县委领导。
1946年6月，国共内战爆发，丁世祥将工作重心转移到农村。1947年5月，中共浙南特委决定改玉环地区特派员制为委员会制，成立中共玉环区委。丁世祥出任区委书记，林存邦、林建勋为委员。原海山地区党组织划归玉环区委领导。12月，中共玉环区委班子调整，由丁世祥、林建勋、谢劳组成，丁世祥继续担任书记。1948年8月，中共玉环区委再次调整为常委制，丁世祥任书记，谢劳、郑云卿为常委，盛世樵为执委兼任港南分区委书记（不久增补张人勋为执委）。在1948年底，丁世祥等人扩建玉环县56个党支部、党员人数增加至472人，中共基层党组织已经遍及玉环、温岭全境。
1949年4月6日，括苍第三支队队长周丕振、政治处主任郑美欣在乐清环山村主持玉环战前军事会议，丁世祥（时任玉环区委书记）等人参加，讨论玉环县内国军兵力布防等。当夜解放军部队按部署分三路进入环山镇，并在7日凌晨发动战斗，7时战斗结束，解放军占领玉环县城。4月14日，中共浙南地委撤销中共玉环区委，成立中共玉环县委，丁世祥担任书记（至1953年4月），并建立玉环县民主政府，丁世祥兼任县长，隶属浙南行政公署括苍办事处。5月12日，玉环县民主政府改玉环县人民政府，丁世祥仍然兼任县长（至1952年10月）。

### 中华人民共和国
1950年6月，玉环县第一届各界人民代表大会召开，并选举丁世祥为玉环县人大常委会主席。1950年11月20日，“浙江人民反共突击军”吕渭祥率部700余人偷袭玉环县城，丁世祥率领县武装在峦岩山头坚守，直至解放军支援部队（21军63师183团2营）渡过漩门港后进入玉环。1953年4月，丁世祥调任中共温州地委宣传部副部长兼专署文卫党组书记。10月，任温州市人民政府副市长、市委常委兼市计划委员会主任。1955年6月，温州市第二届人大第一次会议选举丁世祥为温州市人民委员会市长，同时兼任市计划委员会主任、专区计划委员会副主任。1958年2月，调任浙江省计委基建局局长。11月，任浙江省基建委员会委员、组长。1960年6月，任浙江省计划经济委员会委员、基建局副局长。
1966年文化大革命爆发，丁世祥受到牵连被迫接受审查。1973年2月，重新起用担任浙江省基建局联络组负责人。同年5月，改任浙江省基建局核心小组、革领组副组长。1977年11月，升任浙江省基建委副主任。1979年6月，担任浙江省建设委员会主任（至1983年4月）。1983年8月，担任浙江省计划经济委员会顾问、浙江省重点工程领导小组副组长、重点办主任，任内担任金温铁路领导小组副组长、沪杭甬高速公路筹建领导小组组长等。1985年，负责支持研究温州机场的修建工作。1989年，担任苍南县桥墩水库蓄水验收委员会主任。1998年8月退休。2006年3月28日，丁世祥在杭州病故。